# Asarum glabrum
Asarum glabrum là một loài thực vật có hoa trong họ Aristolochiaceae. Loài này được Merr. mô tả khoa học đầu tiên năm 1942.